# ولفرهامبتن
ولفرهامبتن (بالإنجليزية: Wolverhampton) هي إحدى مدن غرب الوسط في إنكلترا (المملكة المتحدة). يبلغ التعداد السكاني فيها حوالي 251462 نسمة، حصلت على لقب «مدينة» في 2001.

## المناخ
يظهر الجدول التالي التغييرات المناخية على مدار السنة في مدينة ولفرهامبتن:
| البيانات المناخية لـولفرهامبتن                  | البيانات المناخية لـولفرهامبتن | البيانات المناخية لـولفرهامبتن | البيانات المناخية لـولفرهامبتن | البيانات المناخية لـولفرهامبتن | البيانات المناخية لـولفرهامبتن | البيانات المناخية لـولفرهامبتن | البيانات المناخية لـولفرهامبتن | البيانات المناخية لـولفرهامبتن | البيانات المناخية لـولفرهامبتن | البيانات المناخية لـولفرهامبتن | البيانات المناخية لـولفرهامبتن | البيانات المناخية لـولفرهامبتن | البيانات المناخية لـولفرهامبتن |
| الشهر                                           | يناير                          | فبراير                         | مارس                           | أبريل                          | مايو                           | يونيو                          | يوليو                          | أغسطس                          | سبتمبر                         | أكتوبر                         | نوفمبر                         | ديسمبر                         | المعدل السنوي                  |
| ----------------------------------------------- | ------------------------------ | ------------------------------ | ------------------------------ | ------------------------------ | ------------------------------ | ------------------------------ | ------------------------------ | ------------------------------ | ------------------------------ | ------------------------------ | ------------------------------ | ------------------------------ | ------------------------------ |
| الدرجة القصوى °م (°ف)                           | 14 (57)                        | 18 (64)                        | 21 (70)                        | 25 (77)                        | 27 (81)                        | 31 (88)                        | 35 (95)                        | 35 (95)                        | 28 (82)                        | 28 (82)                        | 21 (70)                        | 16 (61)                        | 35 (95)                        |
| متوسط درجة الحرارة الكبرى °م (°ف)               | 6.9 (44.4)                     | 7.3 (45.1)                     | 10.1 (50.2)                    | 12.8 (55.0)                    | 16.2 (61.2)                    | 19.1 (66.4)                    | 21.5 (70.7)                    | 21.1 (70.0)                    | 18.2 (64.8)                    | 14 (57)                        | 10 (50)                        | 7.2 (45.0)                     | 13.7 (56.7)                    |
| متوسط درجة الحرارة الصغرى °م (°ف)               | 1.5 (34.7)                     | 1.2 (34.2)                     | 2.9 (37.2)                     | 4 (39)                         | 6.8 (44.2)                     | 9.6 (49.3)                     | 11.7 (53.1)                    | 11.5 (52.7)                    | 9.6 (49.3)                     | 6.9 (44.4)                     | 3.9 (39.0)                     | 1.6 (34.9)                     | 5.9 (42.7)                     |
| أدنى درجة حرارة °م (°ف)                         | −13 (9)                        | −13 (9)                        | −11 (12)                       | −6 (21)                        | −3 (27)                        | −1 (30)                        | 3 (37)                         | 3 (37)                         | −1 (30)                        | −7 (19)                        | −10 (14)                       | −15 (5)                        | −15 (5)                        |
| معدل هطول الأمطار مم (إنش)                      | 58.2 (2.29)                    | 39.7 (1.56)                    | 47.6 (1.87)                    | 51.1 (2.01)                    | 55.7 (2.19)                    | 58.5 (2.30)                    | 55.5 (2.19)                    | 59 (2.3)                       | 60.5 (2.38)                    | 67.4 (2.65)                    | 64.5 (2.54)                    | 63.5 (2.50)                    | 681.2 (26.78)                  |
| ساعات سطوع الشمس الشهرية                        | 47.9                           | 65.5                           | 97.5                           | 139.6                          | 179.6                          | 164.2                          | 183.6                          | 168.1                          | 124.9                          | 97.8                           | 57.3                           | 38.3                           | 1٬364٫3                        |
| المصدر #1:                                      |                                |                                |                                |                                |                                |                                |                                |                                |                                |                                |                                |                                |                                |
| المصدر #2: Penkridge extremes (nearest station) |                                |                                |                                |                                |                                |                                |                                |                                |                                |                                |                                |                                |                                |

## توأمة
لولفرهامبتن اتفاقيات توأمة مع:
- سوبتيتسا

## أعلام
- ديف هولاند
- كاثرين أيدوس
- حاج علي
- سام مرسي
- مارك ديفيز
- ديريك دوغان
- كارل هينري
- جيمي مولين
- بيرتن وليامز
- إيدي كلامب